# 12 Feet Deep
12 Feet Deep è un film del 2017 co-scritto e diretto da Matt Eskandari, con protagoniste Alexandra Park e Nora-Jane Noone.

## Trama
Due sorelle, Bree e la tossicodipendente in via di guarigione Joanna, vanno a nuotare in un centro acquatico. La custode del posto, Clara, un'ex detenuta in libertà vigilata, viene sorpresa dal gestore McGradey mentre cerca di rubare tra gli oggetti smarriti, quindi viene licenziata. I nuotatori vengono informati dell'imminente chiusura del posto e che devono andarsene; tuttavia, Bree si accorge che il suo anello di fidanzamento è rimasto incastrato nella grata di metallo sul fondo della piscina e si immerge con la sorella per recuperarlo nella parte più profonda della piscina. McGradey non si accorge della presenza delle donne sott'acqua, stende la copertura sulla vasca e chiude l'edificio.
Le sorelle cercano senza successo di liberarsi, e Joanna discorrendo lascia intendere di aver volontariamente gettato l'anello di fidanzamento in acqua in quanto gelosa della vita di successo condotta da Bree e dal suo recente fidanzamento. Di rimando, Bree rivela di essere diabetica e di rischiare di entrare in coma se non si farà l'iniezione.
Clara, che sta per andarsene, si accorge della presenza delle due donne. Fa credere loro di volerle aiutare, ma dopo aver spento le telecamere di videosorveglianza in realtà ruba il contenuto dello zaino di Bree e ricatta le due bagnanti per ottenere la password del telefono e il PIN della carta di credito, poi se ne va dopo aver spento il riscaldamento dell'acqua. La notte passa e, il mattino seguente, Clara torna per deridere le sorelle; furiosa, Joanna fingendo di doverle confidare un segreto la convince ad avvicinare l'orecchio a una fessura della copertura e la pugnala con un frammento di tegola. Clara quasi uccide le donne attivando il sistema di pulizia automatica della piscina, prima di rendersi conto della pericolosità della sua azione e di andarsene nuovamente. Bree e Joanna parlano del loro violento padre alcolizzato e tossicodipendente e di come le sue azioni abbiano danneggiato la psiche di Joanna. Bree rivela che, durante l'incendio nel quale morì il genitore, lei gli aveva bloccato la fuga, così da farlo morire. Clara decide di liberare le sorelle, ma scopre che il codice datole per rimuovere la copertura della piscina non è più funzionante, quindi abbandona definitivamente le donne.
Bree comincia a risentire gli effetti della mancata iniezione. Joanna riesce a strappare la griglia metallica sul fondo della piscina, poi rompe la fibra di vetro della copertura della piscina, tirando cruentemente sé e la sorella fuori dalla vasca e praticando a Bree l'iniezione, incerta della sua sopravvivenza. Clara si ripresenta armata di pistola, minacciando di ucciderle in quanto non vuole tornare in prigione; tuttavia, provando compassione per loro, restituisce i loro averi e posa la pistola. Joanna chiama la polizia e dice a Clara di andarsene e i paramedici arrivano per prendersi cura di Bree.

## Produzione
La pellicola, il cui titolo iniziale era The Deep End, ha avuto a disposizione un budget di produzione particolarmente limitato.
Le riprese del fim si sono svolte a inizio 2016 nel quartiere di Crenshaw, a Los Angeles, nell'arco di soli quattordici giorni.

## Distribuzione
Il film è stato distribuito in lingua originale e in formato digitale dal 20 giugno 2017 attraverso le piattaforme Amazon Video, Google Play, iTunes e Vudu.